# Бантиш-Каменський Іван Миколайович
Іван Бантиш-Каменський (*1739, Ніжин — †1787, Москва) — український меценат, один із лідерів української еміграції у Москві кінця 18 століття. Також державний службовець Московії. Брат українського історика Миколи Бантиш-Каменського, дядько відомого бібліографа, автора чотиритомної «Історії Малоросії» Дмитра Бантиш-Каменського, небіж архієпископа Московського РПЦ (синодальної) Амвросія Зертиса-Каменського.

## Біографія
Початкову освіту здобув у родині під наглядом батька Миколи Бантиша та матері Анни Степанівни (до шлюбу Зертис-Каменська).
1745 відправлений до Києва, де разом з рідним братом Миколою Бантишем-Каменським навчався у Києво-Могилянській академії до класу риторики.
З Києво-Могилянської академії обох братів забрав до Москви дядько, архієпископ Московський А. Зертис-Каменський.
Слухав богослов'я і філософію в Московській слов'яно-греко-латинській академії.
1754, не закінчивши її повного курсу, вступив до Московського університету. Там навчався і товаришував з майбутнім державним і військовим діячем Московії князем Г. Потьомкіним.
Після закінчення навчання вступив на державну службу. Його кар'єра в Московії не була успішною, але завдяки освіченості, щирості й щедрості користувався любов'ю й повагою в колах інтелігенції. Як цінитель мистецтва підтримував талановиту бідну молодь. Відомий свого часу поет В. П. Петров мав в особі Бантиш-Каменського найкращого покровителя, починаючи з часів їх навчання у Московському університеті.
Незважаючи на обмежені кошти, допомагав Києво-Могилянській академії.
1768 подарував бібліотеці свої книжки. Сприяв у влаштуванні у Московії українським емігрантам — випускникам Києво-Могилянської академії.
Помер в Москві. Похований там само, могила в Донському монастирі, поблизу могили Дмитра Миколайовича Бантиш-Каменського. До 1965 зберігався надгробок з чорного мармуру форми перевернутої сльози з написом: «Здесь покоится прахь родного племянника убіенного преосвященного Амвросія коллежского советнике и воспитательного дома попечителя Ивана Николаевича Бантыш-Каменского, родился 1739 г., 25-го генваря, скончался 1787 года 3 марта».